# شهرستان شیانگفو
شهرستان شیانگفو (به لاتین: Xiangfu District) یک شهرستان‌های جمهوری خلق چین در چین است که در کایفنگ واقع شده‌است.